# Mil Mi-26
O Mil Mi-26 (em russo:  Миль Ми-26, designação da OTAN: Halo) é um helicóptero russo/soviético usado para transporte de carga e pessoal. Utilizado por vários países para fins civis e militares, é a maior aeronave de asas rotativas do mundo e uma das mais poderosas aeronaves do seu tipo em produção.
|  |